# Bacoli
Bacoli est une ville italienne d'environ 26 150 habitants située dans la ville métropolitaine de Naples, en région Campanie.

## Histoire
Bacoli fut fondée par les Romains, qui lui donnèrent le nom de Bauli. Durant cette époque elle fut un lieu de villégiature renommé, autant que la ville voisine de Baïes (aujourd'hui Baia) appréciée par nombre d'illustres personnages antiques.
La cité connut un profond déclin avec la chute de l'Empire romain d'Occident, et ne renaîtra vraiment qu'à partir du XVIIe siècle.
Sur son territoire se trouvait le port militaire romain de Misène, dont la population fuit les incursions des pirates musulmans vers 850, et s'installa à l'emplacement de l'actuel Frattamaggiore.

### Site archéologique
- Le complexe archéologique de Cento Camerelle
- Le Parc archéologique de Baïes
- La Piscina mirabilis
- Le Parc submergé de Baïes

## Administration
| Période                                  | Période       | Identité        | Étiquette                         | Qualité |
| ---------------------------------------- | ------------- | --------------- | --------------------------------- | ------- |
| 2005                                     | 12 avril 2010 | Antonio Coppola | Nouveau PSI                       |         |
| 12 avril 2010                            | 25 juin 2017  | Ermanno Schiano | Il Popolo della Libertà           |         |
| 25 juin 2017                             | En cours      | Giovanni Picone | Democrazia Civica - lista civica) |         |
| Les données manquantes sont à compléter. |               |                 |                                   |         |

### Hameaux
Baia, Cappella, Cuma - Fusaro, Miliscola, Miseno, Torregaveta.

### Communes limitrophes
Monte di Procida, Pouzzoles.

### Jumelage
- Kymi, Grèce depuis 1983 [2]
- Région des Marches, Italie depuis 2001[3]
- Kobané, Syrie depuis 2015[4]